# نقض حقوق بهائیان در جمهوری اسلامی ایران
حقوق شمار چشمگیری از بهائیان ایران توسط نظام جمهوری اسلامی ایران نقض شده‌است که برخی از آن موارد از سوی شماری از رسانه‌های خبری و سازمان‌های پشتیبان حقوق بشر، گزارش شده‌است و در این نوشتار، بخش‌هایی از آن گزارش‌ها آمده‌است. بهائیان بزرگ‌ترین گروه اقلیت مذهبی در ایران‌ همواره در طول تاریخ با آزار و اذیت و سرکوب روبرو بوده‌اند. با روی کار آمدن جمهوری اسلامی آزار و اذیت بهائیان در ایران شدت گرفت. تنها پس از انقلاب ۵۷ در فاصله سال‌های ۱۳۵۷ تا زمان تعطیلی تشکیلات بهاییان در سال ۱۳۶۲، یکصد و شصت و شش بهایی کشته یا اعدام شدند. در کل دورهٔ نظام جمهوری اسلامی ایران، بیش از ۲۰۰ (دویست) بهائی، کشته شده‌اند. بهائیان در جمهوری اسلامی، از حقوق شهروندی و انسانی، محروم بوده و سرکوب می‌شوند. آن‌ها معمولاً به دو شیوه، کشته می‌شوند، یا به حکم دادگاه انقلاب یا به دست مأموران حکومتی (بدون صدور حکم دادگاه).حکومت ایران آیین بهائیت را به عنوان انحراف از اسلام و ارتداد می‌داند و برخلاف ادیان مسیحیت، یهود و زرتشتی، آن را به رسمیت نمی‌شناسد. بهایی‌ها در ایران نمی‌توانند آزادانه و بدون مزاحمت اعمال مذهبی خود را در محیط‌های عمومی انجام دهند.

## پیشینه
پیروان بهائیت از زمان شکل‌گیری این دین در نیمه دوم قرن ۱۹ میلادی همواره با حمله و خشونت یا سکوت در برابر اعمال خشونت از سوی حکومت‌ها، روحانیون شیعه و مردم ایران روبرو بوده‌اند. نمونه‌های متعددی از پیگرد و حبس و شکنجه و اعدام آنان در تاریخ ثبت شده و نقض حقوق انسانی و شهروندی آنان تا امروز هم ادامه دارد.
اولین هدف انقلابی‌ها پس از بانیان حکومت سابق، بهائیان بودند که روحانیون تازه به قدرت رسیده آن‌ها را دشمنان قدیمی خود می‌پنداشتند. بازداشت و مصادره اموال و اعدام بهاییان و تخریب گورستان‌های آن‌ها در بسیاری از شهرها و روستاهای ایران از نجف آباد اصفهان تا آباده شیراز به صورت سازمان یافته و گسترده آغاز شد.

## نقص حقوق در قانون
بهائیان با ۱۵۰ تا ۳۰۰ هزار نفر بزرگ‌ترین گروه اقلیت مذهبی ایران را تشکیل می‌دهند. قانون اساسی جمهوری اسلامی ایران بهائیان را به عنوان یک اقلیت دینی به رسمیت نمی‌شناسد. در نتیجه طبق همین قانون جزو اقلیت‌های دینی‌ای نیستند که «در انجام مراسم دینی خود آزادند و در احوال شخصیه و تعلیمات دینی بر طبق آیین خود عمل می‌کنند» به همین دلیل مقامات قضایی ایران فعالیت‌های تشکیلات بهائی در تمامی رده‌ها و نیز هر تشکیلات جایگزین آن غیرقانونی و ممنوع اعلام کرده‌اند.

## فتواهای سیدعلی خامنه‌ای
جمیع افراد فرقه ضاله بهائی محکوم به کفر و نجاست هستند و از غذا و سایر چیزهایی که با رطوبت مسری در تماس با آنها بوده‌است باید اجتناب کرد و بر مؤمنین واجب است که با حیله و فسادگری این فرقه گمراه مقابله کنند .— سیدعلی خامنه‌ای، صدای آمریکا
سیدعلی خامنه‌ای در چند نوبت به بهائیان حمله کرده و آن را «فرقه ضالّه مضلّه»، نجس و کافر دانسته‌است و در پاسخ به سوالات پیروان خود از آن‌ها خواسته که از همنشینی با بهاییان بپرهیزند و در برابر آنان مقابله کنند. در روز دوشنبه ۸ مرداد ۱۳۹۲ فرمانی از سوی سیدعلی خامنه‌ای در مورد «عدم معاشرت با بهائیت» صادر شد. خامنه‌ای به عنوان رهبر جمهوری اسلامی ایران، در این فتوا از پیروان خود خواست تا از «هرگونه معاشرت» با بهایی‌ها خودداری کنند.

## اعدام و قتل بهائیان
از زمان انقلاب اسلامی ۱۳۵۷ بیش از ۲۰۰ بهائی اعدام شده‌اند.  فقط در فاصله سال های ۱۳۵۷ تا زمان تعطیلی تشکیلات بهائیان در سال ۱۳۶۲، ۱۶۶ بهایی کشته و یا به صورت رسمی توسط جمهوری اسلامی اعدام شدند. سیروس روشنی، پزشک و متخصص بیهوشی درحالی که بارها مورد پیگیری و آزار و اذیت قرار می‌گرفت سرانجام در زمستان ۱۳۶۰ توسط ماموران حکومت به قتل رسید. مونا محمود نژاد در هفده سالگی در شیراز به دار آویخته شد. پدر او سه ماه قبل از آن اعدام شده‌بود.  کامران صمیمی استاد زبان انگلیسی و از اعضای جامعه بهائیان در سال ۱۳۶۲ توسط حکومت جمهوری اسلامی اعدام شد. در همان سال  ۱۰ زن بهائی در میدان چوگان شیراز به دار آویخته شدند، آن‌ها از جمله ۲۲ بهائی‌ای بودند که رونالد ریگان، رئیس جمهوری وقت آمریکا،‌ پس از انتشار خبر صدور حکم اعدام برایشان،‌ درخواست آزادی آنان را مطرح کرده بود.
نصرت غفرانی (یلدایی) در ۴۶ سالگی و دو روز پس از اعدام پسر ۲۸ ساله‌اش، بهرام یلدایی، به دار آویخته شد. همسز او بعدها گفت «هرگز نفهمید که آیا نصرت از اعدام پسرمان مطلع بوده یا نه.»
یکی از شهروندان بهایی که در این دوره اعدام شد یک زن بهایی به نام ایران رحیم‌پور بوده است. او هنگام دستگیری باردار بوده است و فرزند خود را در زندان به دنیا می‌آورد و نام این نوزاد پسر را کامیار می‌گذارد. او پس از ۱۹ ماه حبس درحالی‌که بچه شیرخواره داشته به حکم دادگاه انقلاب دزفول به اعدام، محکوم می‌شود. این حکم در ۲۳ اردیبهشت‌ماه ۱۳۶۱ خورشیدی اجرا می‌شود. خانواده ایران رحیم‌پور هیچ‌گاه موفق به ملاقات او نمی‌شوند. پس از مدتی که از اعدام ایران رحیم‌پور می‌گذرد، خواهر او برای پیداکردن محل دفن‌اش به دزفول می‌رود، ولی مسئولان زندان از نشان دادن محل دفن امتناع می‌کنند و نوزاد را هم تحویل نمی‌دهند. تا به امروز از سرنوشت کامیار، فرزند ایران هیچ اطلاع دقیقی در دست نیست. 

اجساد نخستین اعدام‌شدگان جامعه بهایی در سال‌های پس از انقلاب ۱۳۵۷، بدون هیچ‌گونه مراسم مذهبی در منطقه‌ای به نام «کفرآباد» در حوالی تهران دفن شدند.  

کامران صمیمی مترجم و استاد زبان انگلیسی در سال ۱۳۶۰ اعدام شد.
مونا محمودنژاد در سن ۱۷ سالگی در سال ۱۳۶۲ اعدام شد.
سیروس روشنی پزشک و متخصص بیهوشی در سال ۱۳۶۰ اعدام شد.
علی‌مراد داوودی نویسنده و  پژوهشگر فلسفه در سال ۱۳۵۸ ربوده شد.
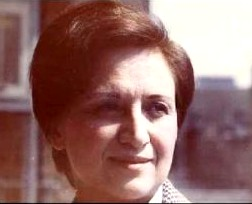
ژینوس نعمت محمودی مدرس دانشگاه در دی ۱۳۶۰ اعدام شد. همسرش، هوشنگ محمودی در مرداد ۱۳۵۹ ناپدید شد.

| سال  | تعداد بهائیان اعدام شده | توضیحات | منبع          |
| ---- | ----------------------- | --- | ------------- |
| ۱۳۵۷ | ۷ نفر                   | | [ ۲۴ ]        |
| ۱۳۵۸ | ۱۱ نفر                  | | [ ۲۴ ]        |
| ۱۳۵۹ | ۳۷ نفر                  | | [ ۲۴ ] [ ۲۸ ] |
| ۱۳۶۰ | ۵۵ نفر                  | | [ ۲۴ ]        |
| ۱۳۶۱ | ۲۸ نفر                  | | [ ۲۴ ]        |
| ۱۳۶۲ | ۲۷ نفر                  | | [ ۲۴ ]        |
| ۱۳۶۳ | ۲۸ نفر                  | | [ ۲۶ ]        |
| ۱۳۶۴ | ۴ نفر                   | | [ ۲۶ ]        |
| ۱۳۶۵ | ۱۰ نفر                  | | [ ۲۶ ]        |
| ۱۳۷۰ | ۱ نفر                   | | [ ۲۸ ] [ ۳۰ ] |
| ۱۳۷۱ | ۲ نفر                   | حسن محبوبی زمانی که جهت شرکت در جلسه بهائیان از منزل خارج شده بود با اتومبیل فردی نا‌شناس تصادف کرد و به قتل رسید. روح الله قدمی به جاده قم می‌رود و در‌‌ همان مکان با وضع فجیع به قتل می‌رسد.                       | [ ۲۸ ]        |
| ۱۳۷۴ | ۱ نفر                   | شروین فلاح در آذر ماه ۱۳۷۴ در شهر اراک به قتل رسید. | [ ۲۸ ]        |
| ۱۳۷۶ | ۳ نفر                   | منصور دولت در کرمان و شهرام رضایی در رشت و ماشاءالله عنایتی در زندان اصفهان به قتل رسیدند. | [ ۲۸ ]        |
| ۱۳۸۴ | ۱ نفر                   | ذبیح الله محرمی زندانی بهایی یزد که در حال گذراندن محکومیت ۱۵ ساله در زندان بود شامگاه چهارشنبه ۲۳ آذرماه ۱۳۸۴ خورشیدی به طرز مشکوکی در زندان فوت می‌کند در حالی که او دارای هیچ عارضه قلبی یا بیماری خاصی نبود. | [ ۲۸ ]        |
| ۱۳۹۲ | ۱ نفر                   | عطاءالله رضوانی در بندرعباس با گلوله افرادی نا‌شناس به قتل رسید. | [ ۲۸ ]        |

## تخریب گورستان‌ها
می‌توان اولین هجوم گسترده به اجساد و قبرهای مردگان را در فتواهای روحانیون شیعه و حمله پیروانشان به قبرها و اجساد بابی‌ها، بهایی‌ها و یهودی‌ها مشاهده کرد». این نوع برخورد را سال‌ها بعد در واقعه پانزدهم خرداد سال ۴۲ هم می‌توان دید. به گزارش پلیس، یکی از اهداف و اعمال تظاهرکنندگان، تخریب قبور بهاییان و آتش زدن اجساد آنها بوده‌است. از آغاز انقلاب چندین مورد تخریب گورستان‌های بهائیان و درآوردن اجساد مردگانشان در شهرهای مختلف دیده شده‌است. این تخریب‌ها اما تا به امروز ادامه دارد. به گفته سیمین فهندژ، سخنگوی فارسی‌زبان جامعه جهانی بهاییان تنها از سال ۸۳ تا ۹۰، جامعه جهانی بهایی ۴۲ مورد از این حملات به گورستان‌ها را به ثبت رسانده‌است. این حملات گسترده بوده و تقریباً تمامی نواحی کشور را در بر می‌گیرند. به‌طور مثال گورستان‌های شهرهای سنگسر، کوشکک، اهواز، بابلسر، سمنان، یزد، نجف‌آباد، اصفهان، آباده و شهرهای دیگر تخریب شدند. در سال‌های ۹۲ تا ۹۴ و همزمان با ریاست جمهوری حسن روحانی، تخریب گورستان‌ها و اهانت به مردگان بهایی شدت بیشتری پیدا کرد. با توجه به این‌که نقض حقوق مردگان نسبت به نقض حقوق زندگان معمولاً حساسیت کمتری برمی‌انگیزد، دولت جدید از این روش برای ادامه آزار بهاییان و وارد کردن فشار بر آن‌ها استفاده می‌کند.

### تخریب گورستان جاوید شیراز توسط سپاه پاسداران
گورستان جاوید شیراز آرامگاه حدود ۹۰۰ بهایی است که بیش از ۹۰ سال قدمت دارد. پیکر شماری از بهاییان که در پی انقلاب بهمن ۱۳۵۷ اعدام شدند نیز در این مکان دفن شده‌است. از سال ۱۳۶۳ جمهوری اسلامی این گورستان را مصادره کرد و دیگر پیکری در آن دفن نشد. در اردیبهشت ۱۳۹۳ بولدوزرهای سپاه پاسداران این گورستان را تخریب کردند و اعلام شد که قرار است در آنجا مجتمع فرهنگی و ورزشی فجر ساخته شود.

### تخریب و مصادره گورستان در تهران
در سال ۱۳۶۰ گورستان بهاییان تهران (گلستان جاوید) مصادره و پلمب شد و ۱۳ نفر از کارکنان این گورستان دستگیر شدند و بعد هم حدود ده سال بعد این گورستان تخریب شد و به یک فرهنگسرا تبدیل شد. این گورستان در زمینی بوده که اکنون فرهنگسرای خاوران بر روی آن بنا شده‌است. جامعه جهانی بهائی در روز ۱۴ اسفند گزارش داد قبر بیش از ۳۰ بهائی که در یک گور دسته‌جمعی در گورستان خاوران دفن شده بودند، تخریب شده است.

### تخریب گورستان همدان
در اردیبهشت ۱۴۰۱ گورستان بهاییان در همدان تخریب شد. سخنگوی جامعه بهاییان هدف از این اقدام را «آزار بدون مجازات جامعه بهایی» با هدف «پاکسازی فرهنگی» اعلام کرد.

### تخریب گورستان قروه
در ۲۴ تیرماه ۱۳۹۵ گلستان جاوید قروه در استان کردستان با حکم مقام قضایی به عنوان تغییر کاربری با بولدوزر کاملاً تخریب و صاف شد. در عملیات تخریب، تعداد زیادی از قبور، سنگ قبرها، ساختمان غسال‌خانه، فضای سبز و درخت‌ها تخریب و خاک‌برداری شدند. در این محل، قبر یک سرباز شهید به نام «داریوش محمدی» هم وجود داشت. او در ۲۸ سال قبل در آن محل دفن شده بود و یکی از ده‌ها سرباز بهایی است که در طی دوران جنگ ایران و عراق شهید، مفقودالاثر، مجروح و معلول شده‌اند؛ ولی بنیاد شهید هیچ‌گاه این سربازان را به خاطر اعتقادات دینی‌شان با عنوان شهید یا جانباز نپذیرفت.

### تخریب گورستان یزد
این گورستان که در سال ۶۲ ایجاد شده بود در سال ۱۳۹۱ تخریب شد. تخریبگران علاوه بر تخریب قبرها، درختان کاشته شده را نیز قطع کردند. نیروهای امنیتی جمهوری اسلامی شمیم اتحادی، از بهاییان یزد را نیز به اتهام انتشار ویدیوی تخریب این گورستان بازداشت، محاکمه و زندانی کردند.

### تخریب گورستان سنندج
در آذر ۱۳۹۲ گورستان بهاییان سنندج با بولدوزر تخریب شد و مأموران نیروی انتظامی غسالخانه، نمازخانه، دیوارها و معابر گلستان جاوید سنندج را به‌طور کامل تخریب کردند.

### پلمپ گورستان اهواز
مأموران امنیتی در استان خوزستان در ۱۸ اسفند ۱۳۹۲ گورستان جاوید اهواز را پلمب کردند و اجازه دفن متوفیان در این گورستان را ندادند.

### پلمپ گورستان کرمان
مقامات قضایی کرمان در ۲۴ اسفند ۱۳۹۶ گلستان جاوید کرمان را پلمپ کردند و اجازه فعالیت و دفن را در این گورستان ندادند.

### تخریب گورستان روستای کتا
در شهریور ۱۴۰۰ بخش‌هایی گلستان جاوید در روستای کتا از توابع در شهرستان دنا واقع در استان کهگیلویه و بویراحمد به صورت شبانه تخریب شده‌است. در ویدئویی که از محل این آرامستان منتشر شده، گفته می‌شود که افراد ناشناس شبانگاه دیوارها، غسالخانه و سرویس بهداشتی این محل را تخریب کرده‌اند.

### قطع درختان گورستان ارومیه
در تابستان ۱۳۹۴ نیروهای بسیجی در هجوم شبانه به گورستان بهاییان ارومیه فضای سبز را تخریب و درختان ۲۰ ساله این قبرستان را قطع کردند.

## محرومیت از تحصیل
همه پیروان فرقه گمراه بهائیت محکوم به نجاست هستند و در صورت تماس آن‌ها با چیزی، مراعات مسائل طهارت در رابطه با آنها، نسبت به اموری که مشروط به طهارت است، واجب است. ولی رفتار مدیران و معلمان و مربیان با دانش‌آموزان بهایی باید بر اساس مقررات قانونی و اخلاق اسلامی باشد.— سیدعلی خامنه‌ای، صدای آمریکا
بهاییان تنها می‌توانند تا مقطع دیپلم و در مدارس تحصیل کنند. جمهوری اسلامی تلاش می‌کند که شهروندان بهایی را شناسایی کند و اجازه ندهد به دانشگاه وارد شوند بر اساس فتوای خامنه ای و همین‌طور شورای عالی انقلاب فرهنگی، این روندی است که هرساله انجام می‌شود. پس از اعلام نتایج کنکور ۱۴۰۱، دست‌کم ۹۰ شهروند بهائی از ادامه تحصیل در دانشگاه‌های ایران محروم شده‌اند.
در مصوبه شورای عالی انقلاب فرهنگی آمده‌است: «بهائیان نمی‌توانند در دانشگاه‌ها و مراکز آموزش عالی ثبت نام کنند لذا در صورت مشاهده ضمن گزارش امر از ثبت نام ایشان جداً خودداری به عمل آورده و در صورت ثبت نام شدن اخراج گردند.» جلوگیری از تحصیل بهائیان در دانشگاه‌ها به مؤسسات دولتی محدود نمی‌شود و شماری از بهائیانی که از محرومیت خود از تحصیلات عالی سخن می‌گویند در مؤسسات آموزش عالی غیردولتی پذیرفته شده بودند.
گزینه «نقص پرونده» که در سال‌های گذشته به «عدم صلاحیت عمومی» تغییر یافته بود، یک ترفند متداول است که از سال ۱۳۸۵ برای محروم کردن شهروندان بهائی از ادامه تحصیل در دانشگاه‌ها به کار گرفته شده‌است.
به گفته یکی از دانشجویان محروم شده بهایی، دانشجویان پس از کنکور وقتی وارد وب‌سایت سنجش می‌شوند که نتیجه کنکورشان را چک کنند، با عبارت نقص در پرونده رو به رو می‌شوند و اشاره شده که با این نقص در پرونده، دانشجوها مراجعه می‌کنند به دفتر گزینش سازمان سنجش، و عمدتاً اجازه ورود به آن بخش را نمی‌دهند اما دانشجوهایی که توانسته بودند مراجعه کنند با این پاسخ روبه‌رو شده‌اند که صرفاً به خاطر مذهب و دینشان از ادامه تحصیل محروم شده‌اند و نمی‌توانند پیگیری کنند، چون در قوانین جمهوری اسلامی حق تحصیل در مقاطع عالی برای دانشجویان بهایی منع شده‌است. این دانشجویان شکایت‌هایی هم انجام داده‌اند و راه‌های مختلفی را پیگیری کرده‌اند اما تا الان هیچ پاسخی نشنیده‌اند.
در سال‌هایی که با حذف آن بخش از برگه ثبت نام آزمون سراسری که در آن از مذهب شرکت‌کننده پرسیده می‌شود، امکان شرکت بهائیان در آزمونهای ورود به دانشگاه‌ها فراهم آمد اما آن دسته از این افراد که بهائی بودنشان بر مسئولان دانشگاه‌ها معلوم شده از تحصیل محروم شده‌اند. یکی از دانشجویان بهایی که در رشته فیزیک دانشگاه بوعلی سینا مشغول به تحصیل بوده‌است در اسفند ۱۳۸۵ در مصاحبه با بی‌بی‌سی فارسی گفته‌است «چند هفته پس از آغاز سال تحصیلی، در سیزدهم آبان او را به ملاقاتی با مسئولان بخش حراست دانشگاه فرامی خوانند که در آنجا سؤالاتی از او می‌شود و موضوعی در ارتباط با اخراج او مطرح نمی‌گردد. اما در سوم دی بار دیگر او را به حراست فرامی خوانند و این بار رئیس حراست به او می‌گوید که بر اساس مصوبه شورای عالی انقلاب فرهنگی از تحصیل در دانشگاه محروم است.»
| سال       | تعداد شهروندان محروم شده | منبع   | توضیحات |
| --------- | ------------------------ | ------ | --- |
| ۱۳۶۹–۱۳۸۳ |                          |        | پس از انقلاب فرهنگی تا سال ۱۳۸۳ با توجه به اینکه گزینهٔ «مذهب» در فرم ثبت‌نام وجود داشته و در آن امکان انتخاب دینی سایر از دین‌های مورد تأیید جمهوری اسلامی در آن نبود امکان ثبت‌نام وجود نداشت. |
| ۱۳۸۳      | ۱۰۰۰ نفر                 | [ ۴۸ ] | با حذف گزینه مذهب در ثبت‌نام امکان حضور در کنکور به وجود آمد. |
| ۱۳۸۴      |                          |        | |
| ۱۳۸۵      | ۲۶۶ نفر                  | [ ۴۵ ] | تا سال ۸۵ دانشجویان بهایی وارد دانشگاه نتوانستند بشوند. یا قبل از کنکور یا موقع ثبت‌نام در دانشگاه متوقف می‌شدند.                                                                              |
| ۱۳۸۶      | ۸۰۰ نفر                  | [ ۴۹ ] | |
| ۱۳۸۷      |                          |        | |
| ۱۳۸۸      |                          |        | |
| ۱۳۸۹      |                          |        | |
| ۱۳۹۰      |                          |        | |
| ۱۳۹۱      |                          |        | |
| ۱۳۹۲      | ۳۰ نفر (حداقل)           | [ ۵۰ ] | |
| ۱۳۹۵      | ۴۰ نفر                   | [ ۵۱ ] | |
| ۱۳۹۶      | ۱۰۰ نفر                  | [ ۵۲ ] | |
| ۱۳۹۷      | ۵۸ نفر                   | [ ۵۳ ] | |
| ۱۳۹۸      | ۲۲ نفر                   | [ ۵۳ ] | |
| ۱۳۹۹      | ۱۷ نفر                   | [ ۵۴ ] | |
| ۱۴۰۰      | ۱۴ نفر                   | [ ۵۵ ] | |
| ۱۴۰۱      | ۹۰ نفر                   | [ ۴۴ ] | |

### مؤسسه آموزش عالی بهائی
مؤسسه آموزش عالی بهائی در ایران دانشگاهی است که به شکل مخفی و زیرزمینی فعالیت دارد. دانشگاه بهائیان ایران به عنوان نهادی آموزشی جایی به ثبت نرسیده‌است. چنین امکانی نیز ندارد. اما بهائیان در یک تکاپوی بین‌المللی موفق شدند با دانشگاه ایندیانا آمریکا به توافق برسند تا به پذیرش این دانشجویان به عنوان دانشجویان مکاتبه‌ای اقدام کند. در پی این توافق در اول اردیبهشت ۱۳۶۶ دانشگاه بهائیان کار خویش را آغاز کرد. در شهریور همین سال نخستین کنکور آن با حضور ۱۷۰۰ داوطلب بهایی از سراسر کشور برگزار شد. محل برگزاری آزمون که مخفی بود، در منازل و زیرزمین خانه‌ها در چند شهر بزرگ ایران بود. سرانجام در مهر همان سال نخستین کلاس‌های درس با حضور ۸۰۰ دانشجو آغاز شد. در مهرماه سال ۱۳۷۷ در زمان ریاست جمهوری محمد خاتمی، عده‌ای از استادان و فعالان آموزشی این دانشگاه در ایران بازداشت شدند و تمامی ابزار و امکانات دانشگاه مصادره شد. حتی منازل شخصی کسانی که گوشه‌ای از خانه خود را در اختیار دانشگاه گذاشته بودند، مصادره شد. در سال ۹۰ جمهوری اسلامی حمله گسترده‌تری را آغاز کرد. تعداد بسیاری بازداشت و مکان‌های درس و آزمایشگاه‌ها توسط اطلاعات تصرف شد. در بازداشتگاه‌ها استادان به اتهام عاملان صهیونیسم محاکمه شدند که «دانشگاه صهیونیستی» راه انداخته‌اند.

## ممنوعیت کسب و کار
نهادهای امنیتی جمهوری اسلامی و قوه قضاییه ایران، محل کسب‌وکار بهاییان را در شهرهای مختلف ایران را پلمب می‌کنند. بهائیان در ۱۶ شهریور ۱۳۹۵ با انتشار نامه‌ای سرگشاده به حسن روحانی، از جمهوری اسلامی خواستند تا به سرکوب اقتصادی بهاییان پایان دهد. در این نامه به آپارتاید اقتصادی علیه بهاییان در ایران اشاره شده و از مقام‌های جمهوری اسلامی خواسته شده بود به تبعیض سازمان‌یافته علیه بهاییان پایان دهند. موضوع پلمب محل کسب و کار بهاییان موضوعی است که دستیار ویژه رئیس‌جمهور ایران در امور حقوق شهروندی، شهیندخت مولاوردی در سال ۱۳۹۶ وعده پیگیری آن را داده بود. اما پلمب محل کسب و کار بهاییان همچنان ادامه داشت و تغییری در این وضعیت رخ نداد.

## ممانعت از ثبت ازدواج
جامعه جهانی بهائیان در بیانیه‌ای اعلام کرد به دلیل استفاده از سیستم ثبت آنلاین ازدواج، بهائیان نمی‌توانند ازدواج‌هایشان را ثبت کنند و به همین علت ازدواج‌هایشان باطل در نظر گرفته می‌شود.